# Новатор (фотоклуб)
Фотоклуб «Новатор» — московское объединение профессиональных фотографов, созданное в 1961 году. Клуб проводил выставки во многих городах Советского Союза, а фотографии из его собрания публиковались в газетах и журналах.

## История
Фотоклуб «Новатор» был создан в Москве в 1961 году. Учредители клуба – Александр Владимирович Хлебников и Георгий Николаевич Сошальский. Основной задачей клуба было объединение фотографов-любителей, повышение их технического и творческого уровня. Название клуба не связано с амбициями фотографов. Ежедневные встречи проходили в доме культуры строителей "Новатор". Организаторы клуба привлекали к участию профессиональных фотографов: Бориса Игнатовича (вёл секцию репортажа), Сергея Иванова-Аллилуева (вёл секцию пейзажа), Василия Улитина, Абрама Штеренберга. В середине 1960-х годов в клуб входило более 300 человек. Членами клуба в разное время были Георгий Колосов, Галина Лукьянова, Анатолий Ерин, Александр Шечков, Александр Фурсов, Михаил Дашевский, Алексей Васильев, Анатолий Болдин, Юрий Луньков, Елена Глазачева, Виктор Башкин, Игорь Пальмин,  Валентина Зеленова и др. Многие из участников впоследствии стали фоторепортёрами и фотохудожниками. 
Выставки «Новатора» проходили в Новосибирске, Улан-Удэ, Красноярске, Чебоксарах, Горьком, Вильнюсе, Львове и многих других городах СССР, вызывая интерес у зрителей. Снимки публиковались в журнале «Советское фото» и всесоюзных газетах: «Комсомольской Правде», «Известиях», «Московском Комсомольце». Фотографии членов фотоклуба "Новатор" есть в собраниях Мультимедиа Арт Музея , ГМИИ им. Пушкина,Центра фотографии Люмьер, Музеи фотографии г.Подольска.

### Председатели
- 1961-1963 А. В. Хлебников
- 1963-1969 Г. Н. Сошальский
- 1969-1971 М. М. Белоусов
- 1971-1978 А. К. Болдин
- 1978-1979 Б. Савельев
- 1979-1983 А. К. Болдин
- 1983-1985 Г. Колосов
- 1985-1991 А. К. Болдин
- 1991-1995 А. М. Ворон
- 1995-1996 В. Жирнов
- 1996-1997 А. Зайцев
- 1997-2000 Е. Немчинов
- 2000-2001 Е. Колпакова
- 2001-2005 А. М. Ворон
- 2005-2012 М. Кондров
- С 2012 г. — А. Н. Жовинский

## Выставки
- 1973 — Международная выставка «Интерклуб-73», ГДР
- 1977 — INTER PRESS PHOTO – 77
- 1982 — PHOTO-KLUB EXHIBITION, Рига (Работы представлял В. Башкин)
- 1982 — FOTOSPORT-82, Каталония, Испания (Работы представлял В. Башкин)
- 1983 — EUROPA 83 REUS, Каталония, Испания (Работы представлял В. Башкин)
- 1989 — «150 лет фотографии», Манеж
- 1993 — групповая выставка «Шестидесятники»
- 1999 — Международная выставка «Фотоискусство-99»
- 2011 — групповая выставка "Время в объективе «Новатора», посвященная 50-летию фотоклуба «Новатор», ГУК ГВЗ «Беляево»
- 2011 — ФОТОКЛУБ «НОВАТОР». Избранное 1960–1970, Мультимедиа Арт Музей/Московский Дом Фотографии

## Новатор сегодня
По итогам 2013 года в клубе 71 человек и 16 почётных членов.
Весной 2016 года в клубе состояло 97 человек.

## Публикации
- 1981 г. «Фотоклуб «НОВАТОР», из-во «Планета», Москва
- 2007 г. «Фото 60-70» - Издание серии «Антология русской фотографии XX века». Москва.
- 2008 г. «60-е годы», «Библиотечка фотоклуба «Новатор»
- 2013 г. «70-е годы», «Библиотечка фотоклуба «Новатор»
- 2013 г. «Новатор 50 лет спустя», Галерея «Беляево», фотоклуб «Новатор»